# Guitarra con resonador
La guitarra con resonador es una guitarra acústica cuyo sonido es producido por uno o más conos metálicos (resonadores) en lugar de por la tapa armónica. Este tipo de guitarra fue diseñada para ofrecer una mayor cantidad de sonido que las guitarras acústicas, que se veían en apuros al tocar junto a instrumentos de percusión y viento en las orquestas. Son apreciadas por su peculiar sonido y han encontrado su sitio en estilos como el bluegrass y el blues incluso después de que la amplificación eléctrica resolviera el problema del sonido.
Estas guitarras se pueden clasificar según el tipo de mástil o según el tipo de resonador.
- Según el tipo de mástil:
  - Mástil redondeado, están pensadas para ser tocadas como una guitarra convencional pero también se pueden tocar como una steel guitar.
  - Mástil cuadrado, diseñadas específicamente para ser tocadas al estilo steel guitar.
- Según el tipo de resonador:
  - El "tricono", en referencia a los tres conos metálicos (resonadores), propio de las primeras guitarras con resonador de National.
  - El diseño de cono simple de otros instrumentos de National.
  - El diseño de cono invertido de Dobro.

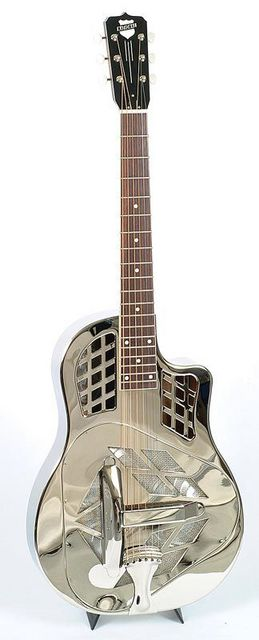
Tricono.
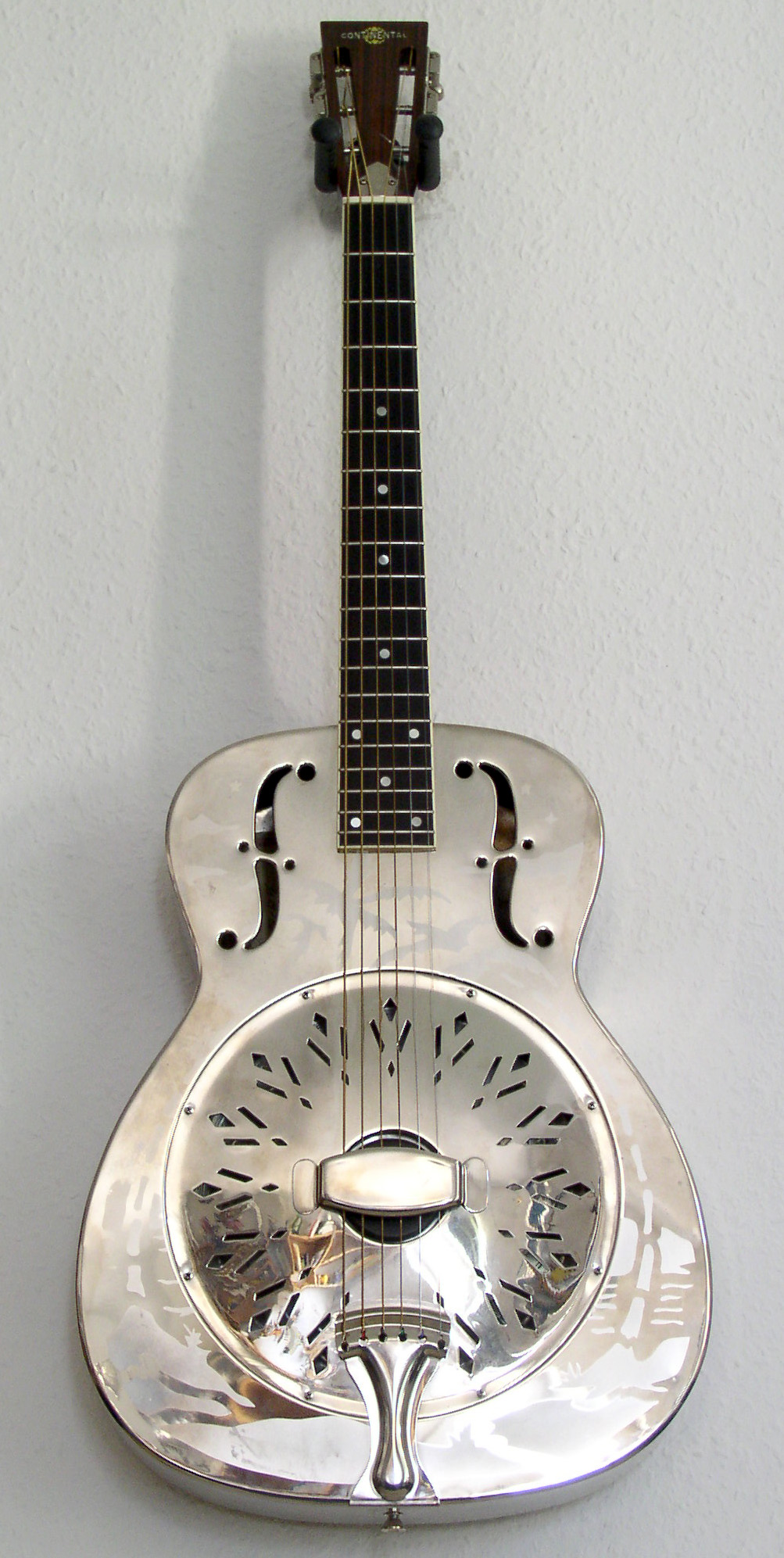
Cono simple.
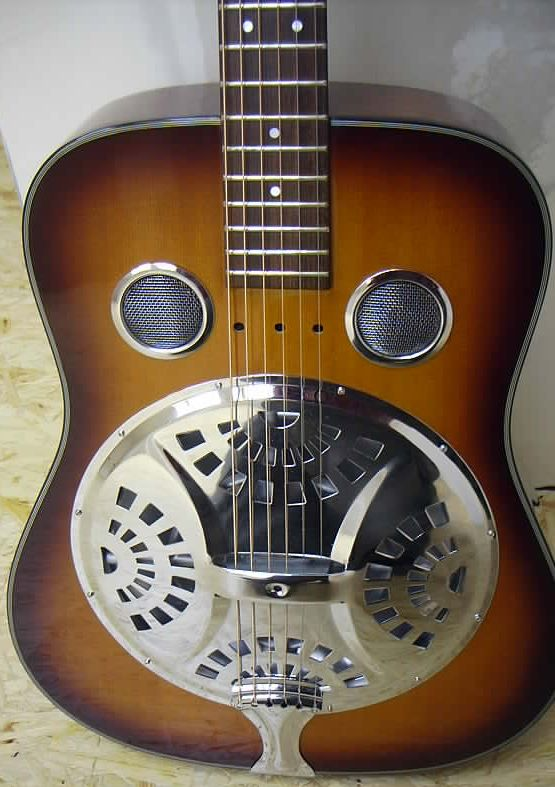
Dobro.
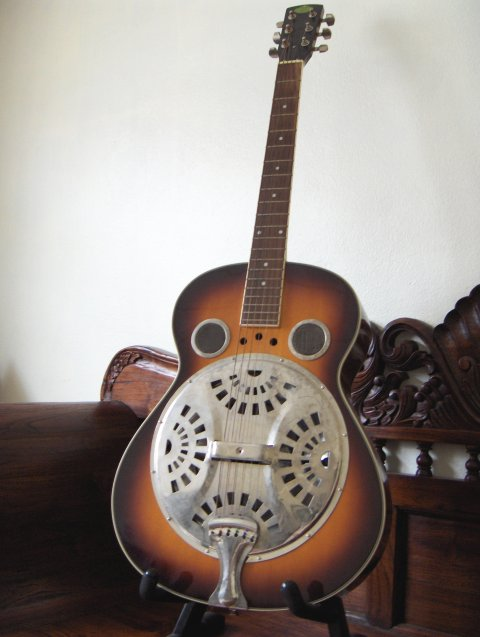
Spider.

Diferentes variaciones de estos tipos y diseños han sido fabricados por muchas otras marcas. El cuerpo de una guitarra con resonador puede ser de madera, metal y de manera ocasional de otros materiales. Generalmente constan de dos agujeros, colocados a ambos lados de la proyección del mástil. En el caso de los modelos de cono simple, los pueden tener forma circular o de {\displaystyle f} siendo siempre simétricos. El diseño tricono tiene múltiples agujeros de formas irregulares. En presencia de cutaway se pueden ver guitarras con algún agujero truncado o ausente.

## Fabricantes
- National Stringed Instrument Corporation
- Beltona Resonator Instruments
- Dobro
- Dan Brooks
- Todd Clinesmith
- Dean
- Del Vecchio
- Richard DeNeve
- Regal Musical Instrument Company, bajo licencia de Dobro
- Valco
- Original Musical Instrument Company
- Mosrite
- Ellis Guitars de 6,7,8 cuerdas, además de guitarras arpa y baritonas con resonador
- Frank Harlow
- Brad Harper
- Amistar
- Tooter Meredith
- National Reso-Phonic Guitars
- Fender
- Paul McGill
- Rayco Guitars
- Tim Scheerhorn
- Kent Schoonover
- Bobby Wolfe
- Beard Guitars
- M.J. Franks Guitars
- DonMo Resonator Guitars
- Charles Brasher
- Muchos otros pequeños fabricantes y luthieres

Regal fabrica para otras marcas, como Regal, Old Kraftsman, y Ward